# Comté de Järva
Le comté de Järva (en estonien Järva maakond) est l'un des 15 comtés d'Estonie, situé en plein centre du pays. Le comté compte 35 926 habitants(1er janvier 2012), soit moins de 3 % du total du pays, pour une superficie de 2 459,58 km2.

## Géographie
Les comtés voisins sont le comté de Viru-Ouest à l'est, le comté de Jõgeva au sud-est, le comté de Viljandi au sud, le comté de Pärnu au sud-ouest, le comté de Rapla à l'ouest et enfin le comté de Harju au nord.
Le comté de Järva est situé dans les collines de Pandivere, où les plaines alternent avec les collines.
La partie nord-ouest du comté s'étend jusqu'à la zone de Kõrvemaa (et) de plaines marécageuses, où se trouve également le Valgehobusemägi (et), haut de 106 mètres.
Le point culminant du comté de Järva est le mont Tõrevere mägi, haut de 136 m, située à 0,4 km à l'ouest de la route Reinevere-Tapa, à la frontière nord du village de Reinevere.
Le comté est traversé par le canal Sae-Paunküla qui fait partie du système d'approvisionnement en eau de Tallinn et par le canal Neeva.

## Subdivisions administratives
| Rang | Municipalité | Type    | Population (2018) | Superficie km2 | Densité | Carte |
| ---- | ------------ | ------- | ----------------- | -------------- | ------- | ----- |
| 1    | Järva        | Rurale  | 9121              | 1223           | 7.5     |       |
| 2    | Paide        | Urbaine | 10898             | 443            | 24.6    |       |
| 3    | Türi         | Rurale  | 11063             | 1009           | 11.0    |       |

.

## Population

### Évolution démographique
| 2018   | 2019   | 2020   | 2021   |
| ------ | ------ | ------ | ------ |
| 30 661 | 30 286 | 30 174 | 29 817 |

| 2022   | 2023   | - | - |
| ------ | ------ | - | - |
| 29 693 | 30 072 | - | - |

### Composition ethnique
Au recensement de 2011, le comté de Järva comptait 30 537 habitants, dont 28 926 (94,7 %) étaient des Estoniens, 828 (2,7 %) des Russes et 753 (2,5 %) d'autres ethnies.

## Galerie

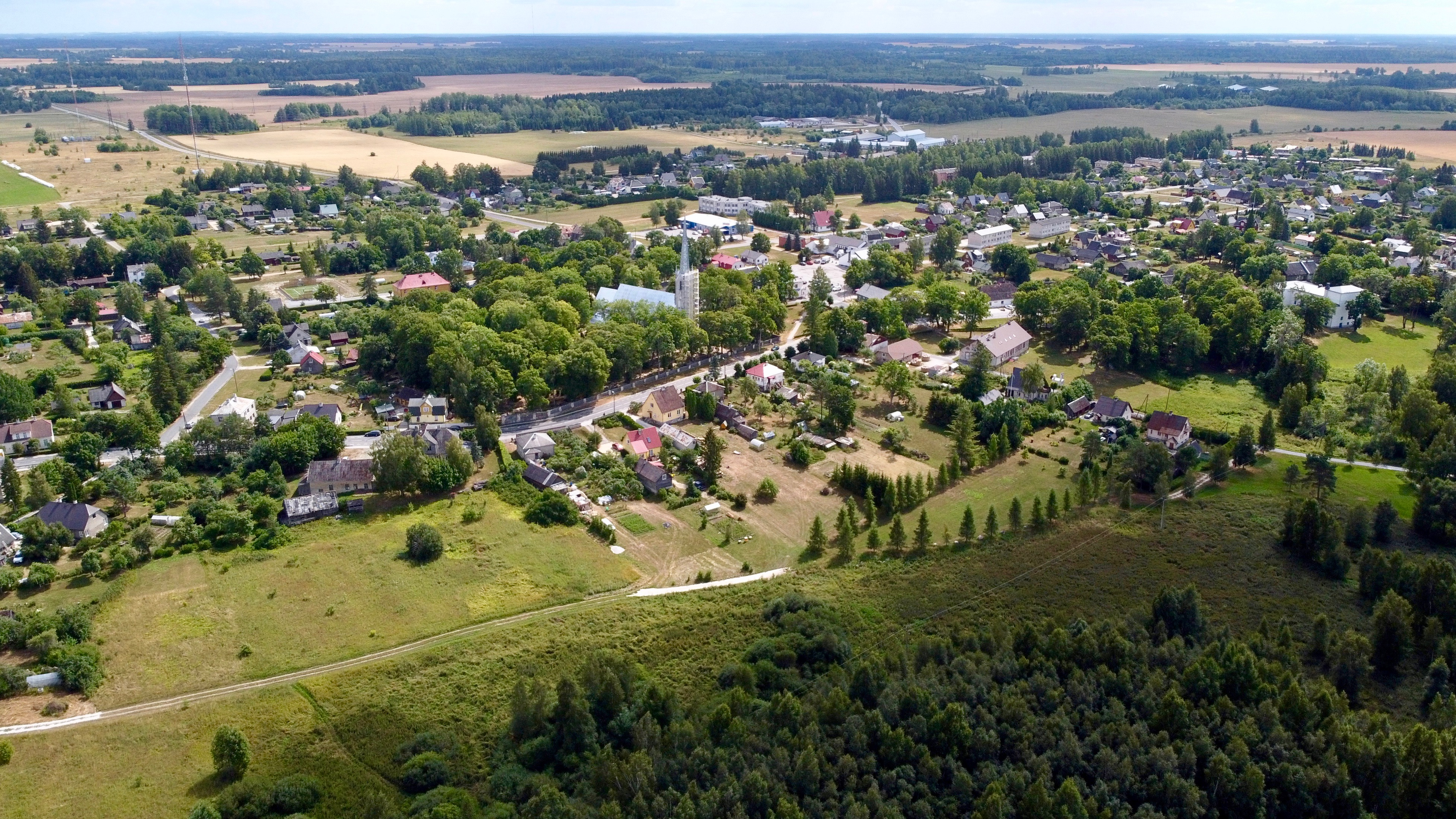
Järva-Jaani.
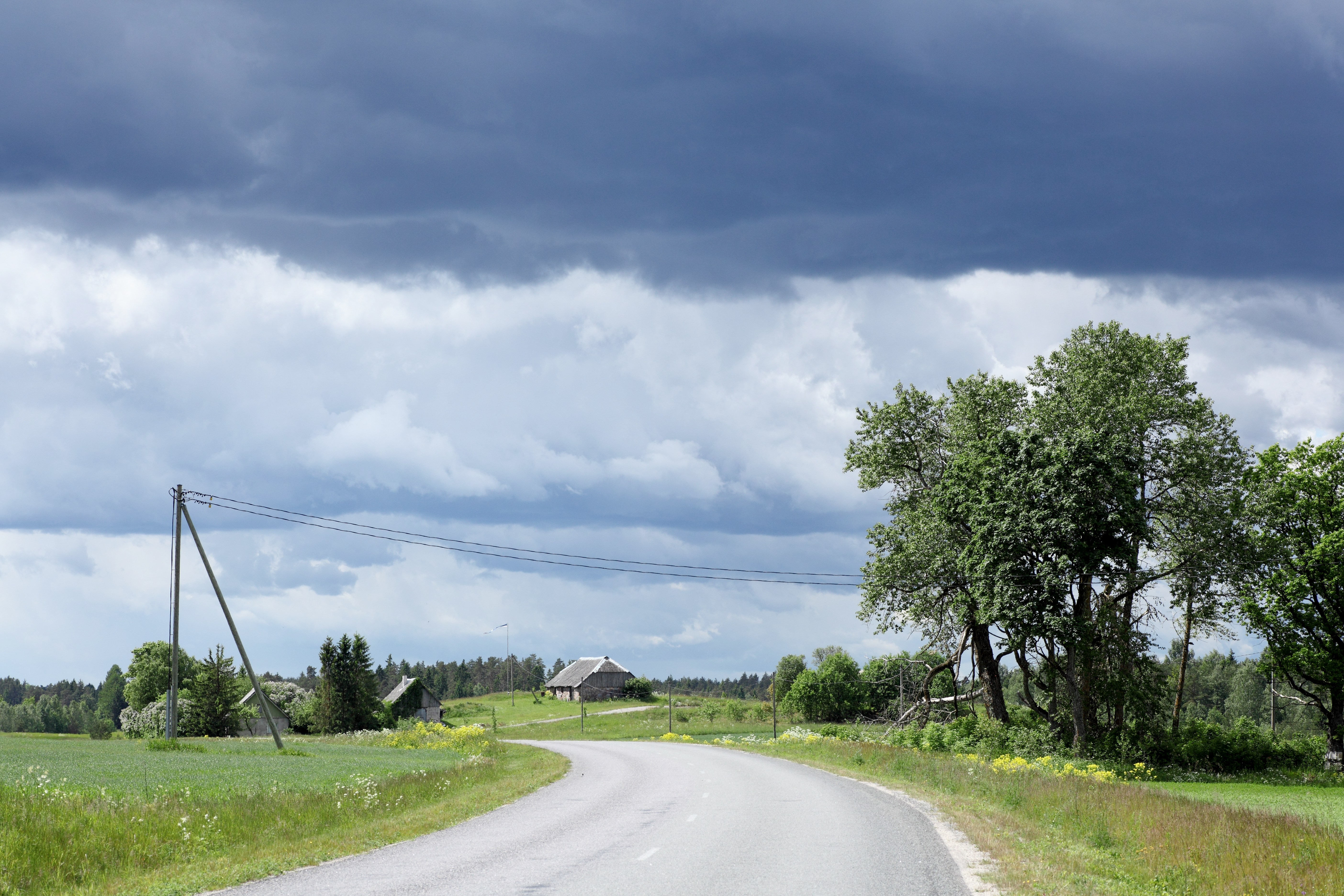
Lehtmetsa
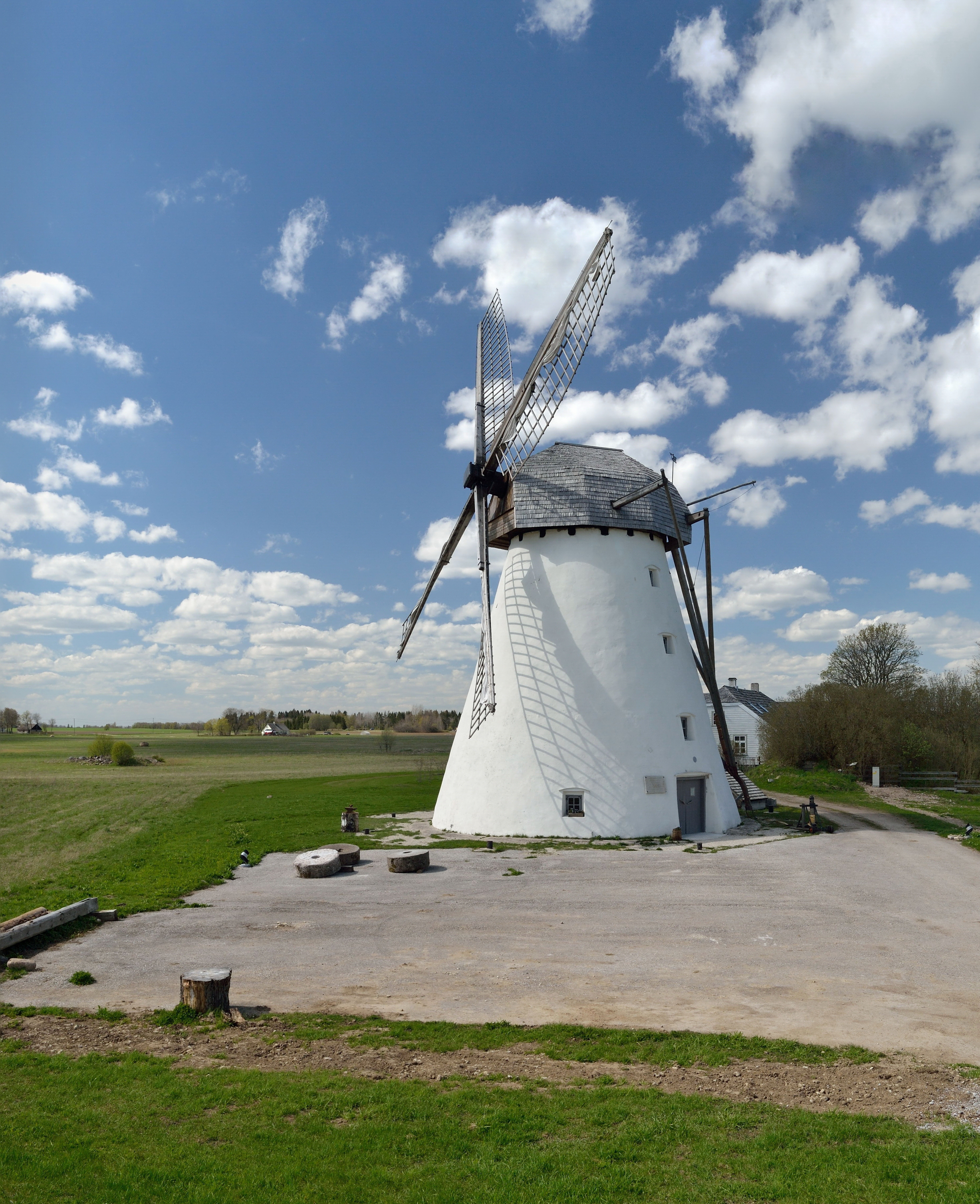
Le moulin du manoir de Seidla.
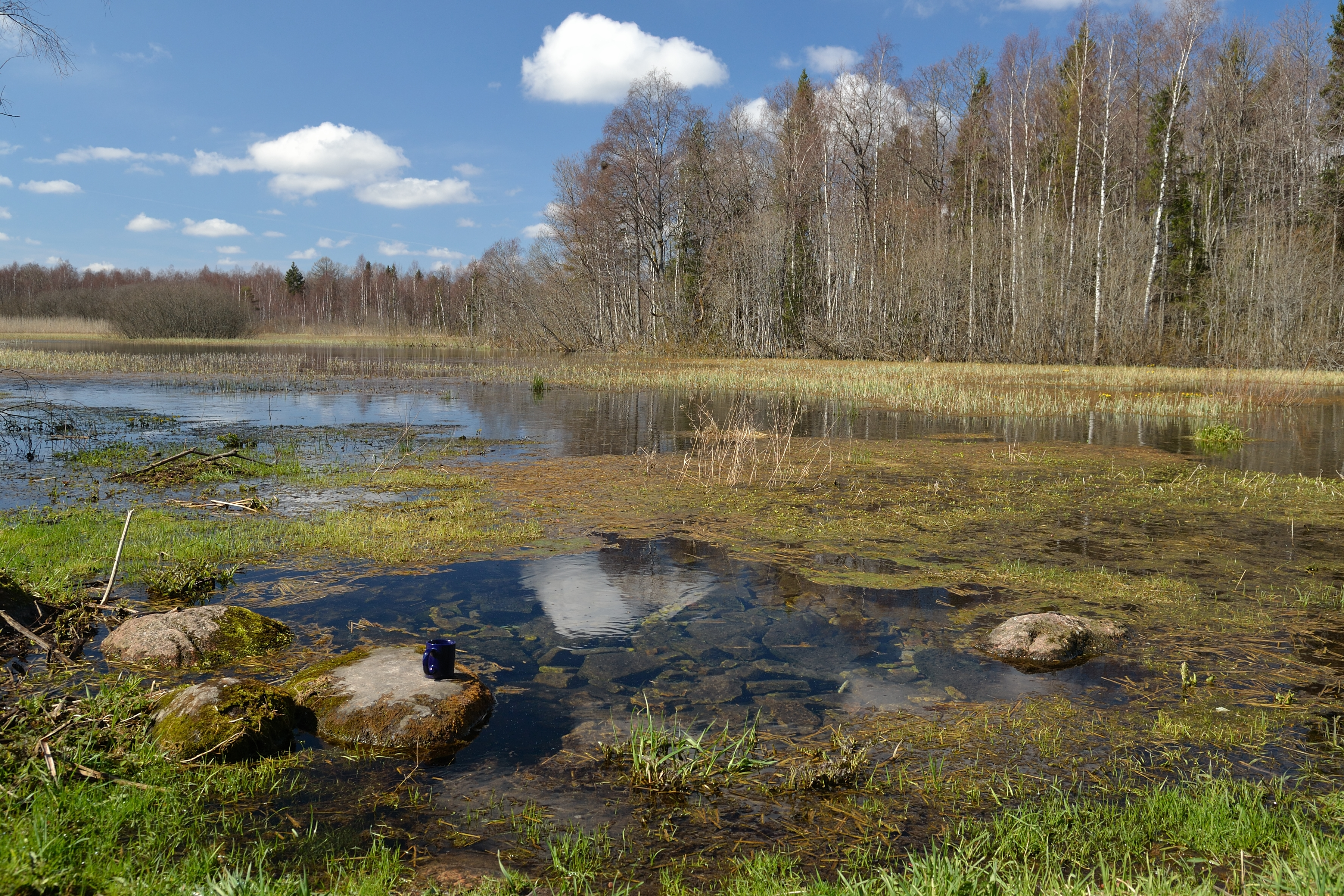
La source du lac Esna.

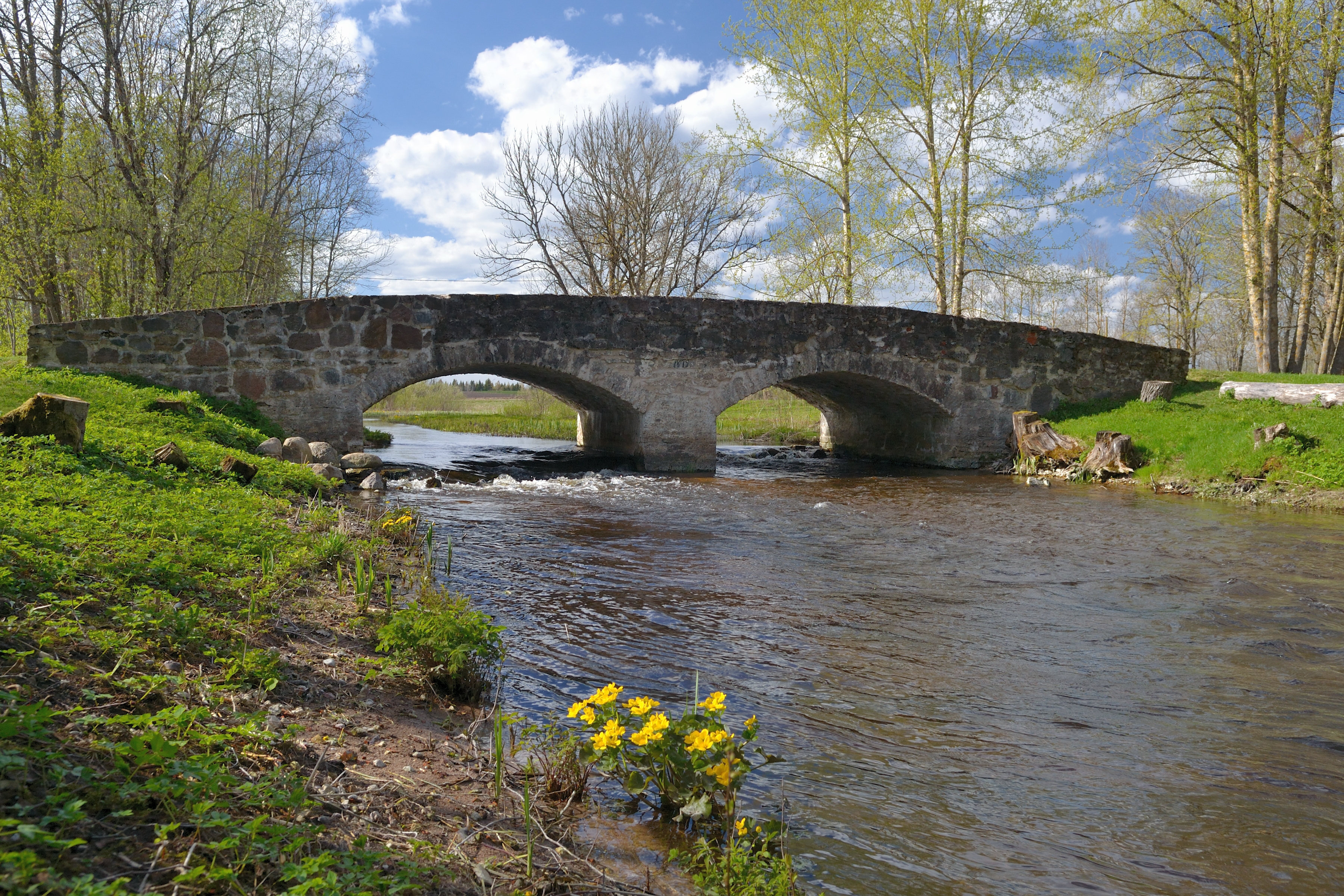
Le pont du manoir d'Albu.
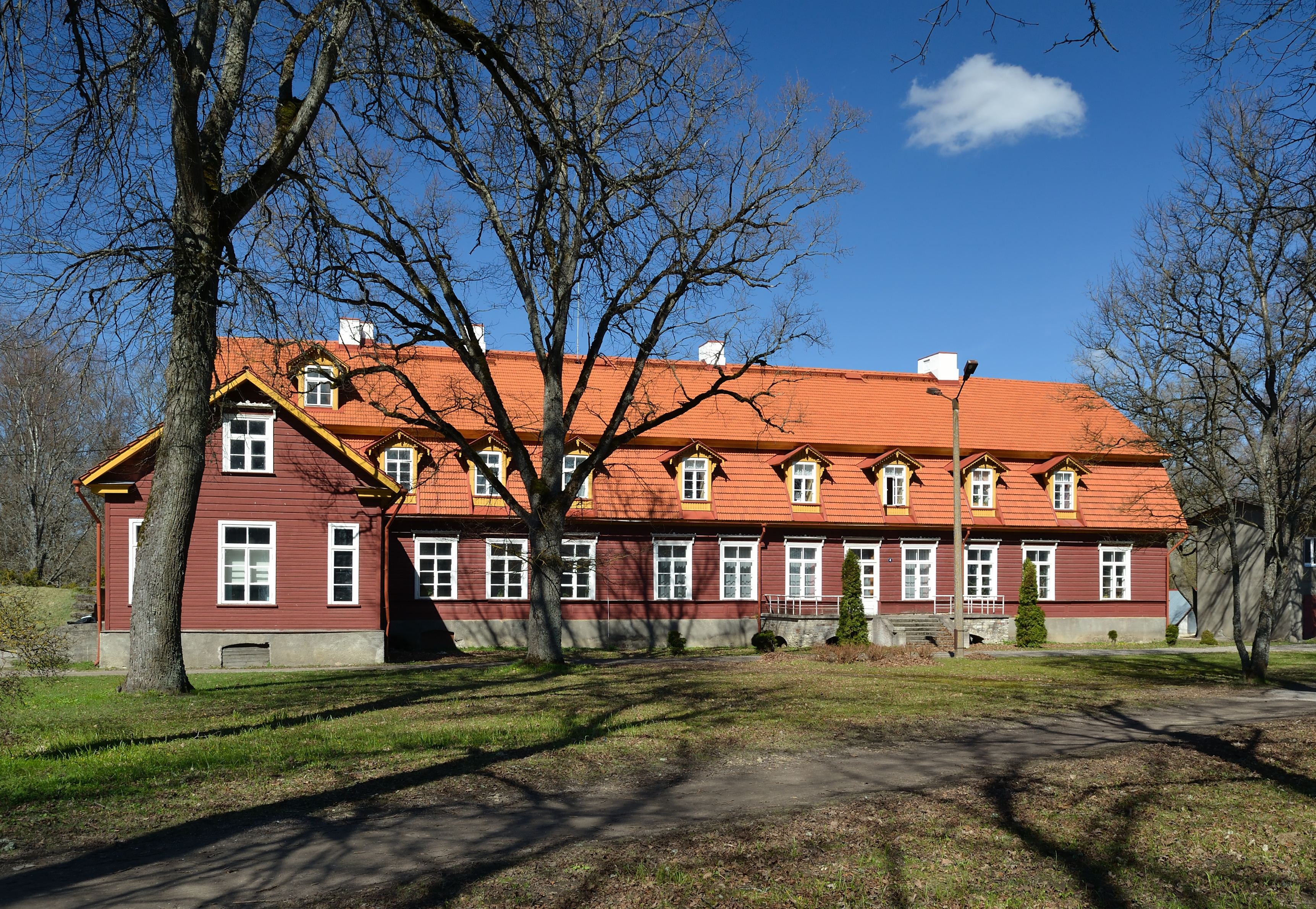
Le bâtiment principal du manoir de Särevere.
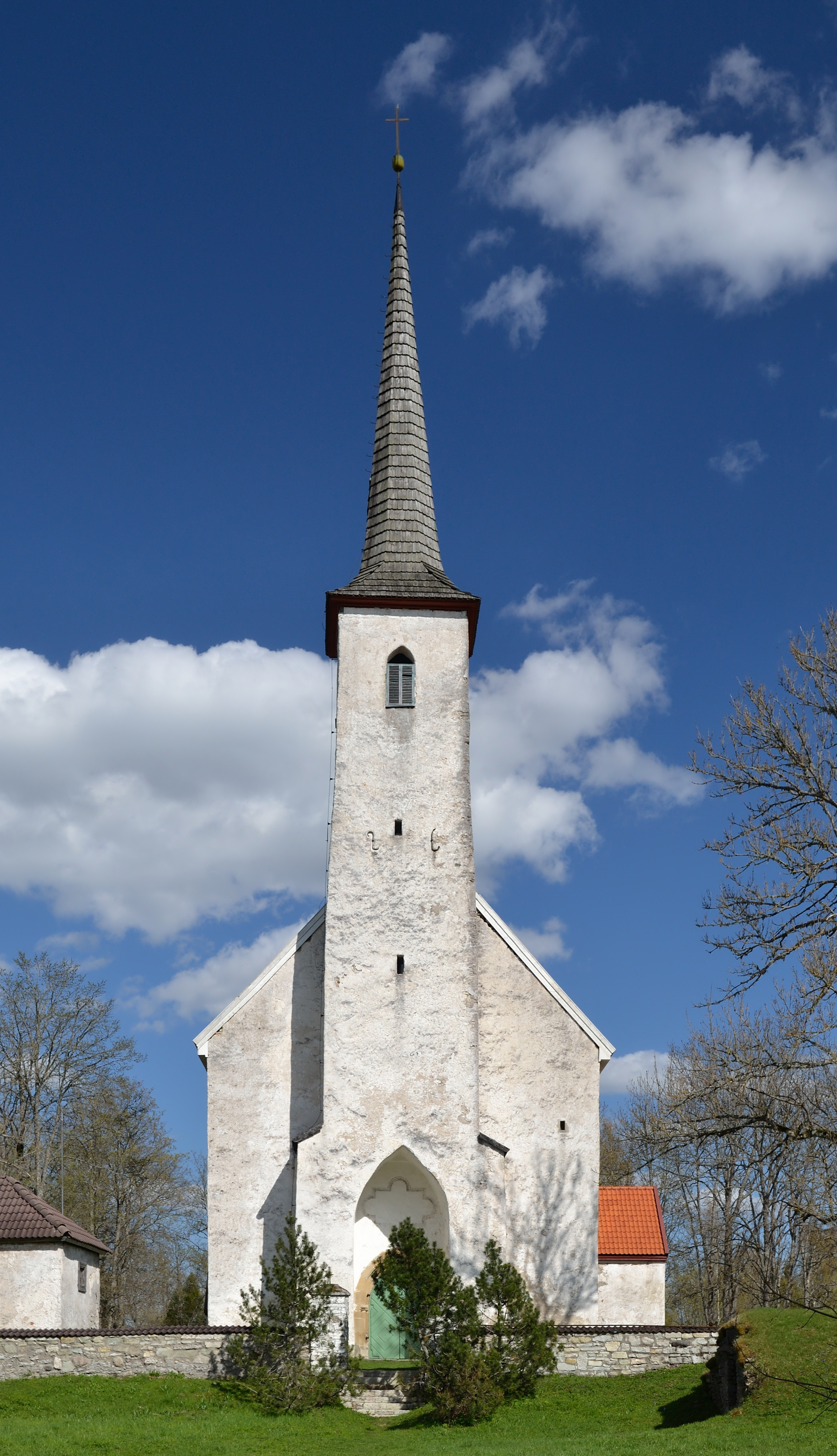
L'église de Järva-Madise.
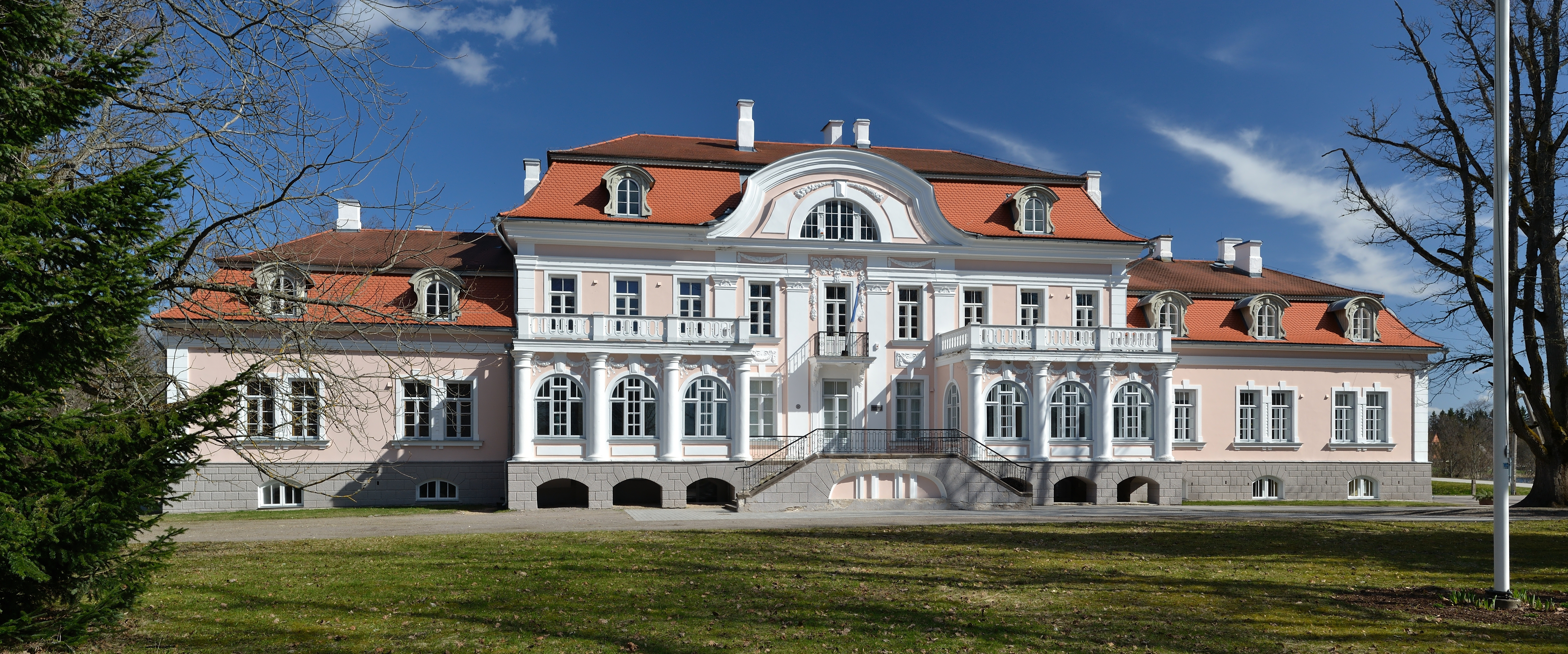
Le bâtiment principal du manoir de Laupa.